# Mahulena Exnerová
Mahulena Exnerová (* 1973, Praha) je pediatrička, veřejně známá především pro svou činnost v dětské paliativní medicíně. Věnuje se i lektorské činnosti a publikování odborných textů.

## Vzdělání a profesní působení
V roce 1997 vystudovala 2. LF UK. V roce 2000 složila atestaci I. stupně z pediatrie, v roce 2003 atestaci II. stupně z pediatrie, v roce 2008 atestaci v oboru intenzivní medicína a v roce 2017 v oboru paliativní medicína. V roce 2012 jí byla přiznána způsobilost v oboru Praktický lékař pro děti a dorost. Od roku 2015 je primářkou dětského oddělení Nemocnice Hořovice. Od roku 2014 je externí pediatr mobilního hospice Cesta domů. Je členka výboru České společnosti paliativní medicíny. Byla součástí odborného a redakčního týmu při vytváření Koncepce péče o děti a dospívající s život limitující a život ohrožující diagnózou a jejich rodiny. Je členkou správní rady Nadace Olgy Havlové.